# Euxoa fictilis
Euxoa fictilis är en fjärilsart som beskrevs av Jacob Hübner 1813. Euxoa fictilis ingår i släktet Euxoa och familjen nattflyn. Inga underarter finns listade i Catalogue of Life.